# شاپرک ماه چینی
شاپرک ماه چینی (نام علمی: Actias ningpoana) نام یک گونه از سرده شاپرک‌های ماه آسیایی-آمریکایی است.